# Аладин 3: Аладин и краљ лопова
 Аладин 3: Аладин и краљ лопова (енгл. Aladdin 3: Aladdin and the King of Thieves) је амерички анимирани филм компаније Волт Дизни из 1996. године. Аладин 3: Аладин и краљ лопова је наставак филмова Аладин и Аладин 2: Повратак Џафара. Поред тога, он је наставак Аладина анимиране серије.
Након успеха филма Аладин 2: Повратак Џафара у јануару 1995. Дизни је најавио да је трећи филм у продукцији.
Филм је реализован по мотивима приче Аладинова чаробна лампа из збирке Хиљаду и једна ноћ.

## Радња
Када се дух из лампе и становници Аграбе припремају се за венчање Јасмин и Аладина, и Аладин открива духу исзину о својој породици и како га је отац напустио још када је он био мали. У међувремену, легендарних 40 лопова са својим краљем долазе у град како би уништили венчање. Лопови су украли сво благо од гостију са венчања, али их Јасмин и остали разоткривају. Аладин упознаје вођу лопова, који није успео да украде специфичан скиптар са сваког поклона. Након што су лопови побегли из града, појављује се магична Оракул. Када је Јаго пита ко је краљ лопова, она му говори да је то Аладинов отац. Након што је сазнао мало више о њему, Аладин је кренуо за њима ка планини Сезан у којој се лопови скривају. Тамо се испоставља да је краљ лопова заиста Аладинов отац и да се он зове Касим. Када се Аладин упознаје са својим оцем, Касимов асистент, Салук, покушава да казни Аладина. Затим, Касим предлаже Аладину да се бори са Салуком и да га замени у послу асистента краља лопова. Салук пада са литице планине у море, али преживљава напад ајкула и даје тајну лозинку Разулу у замену за гоњење кога год он жели. Касим говори Аладину о Мидиној руци, способности која омогућава само једним додиром претварање у злато.
Следећег дана, Јасмин, дух и султан упознају Касима. Након што стражари палате заробљавају тридесет и једног лопова, Салук им говори да је Касим са Аладином. Стража затим говори султану да Касим и Јаго желе да украду сво благо из палате, он им говори да их одведу у тамницу. Након што Касим и Јаго побегну, Разул говори Аладину да заузме место његовог оца у тамници. Јасмин и дух убеђују султана да се извини Аладину и да му пружи другу шансу. Касим и Јаго покушавају да нађу Салука и осталих седам лопова. Касим пита магичну Оракул за пут до Салука и седам лопова и она им говори да су они на Острву Нестајања, на ком је замак ког штити огромна корњача испод мора. Такође сазнају да се Мидина рука која претвара све у злато налази у том замку. Јаго се затим налази са Аладином, Јасмин, Абуом и духом и они крећу према острву. Након што Аладин спашава Касима од корњаче он им се придружује на путу ка острву и корњача се повлачи назад у море. Салук се сусреће са њима и даје Касиму избор да задржи руку или да спаси Аладина. Касим узима магичну руку и додирује Салука што га претвара у статуу од злата. Касим одлучује да је рука преопасна и уништава је.
Након што су непријатељи поражени, Аладин и Јасмин се венчавају, а Касим и Јаго иду далеко у пустињу како би је истраживали.